# Caecilia pulchraserrana
Caecilia pulchraserrana — вид безногих земноводних родини черв'яг (Caeciliidae). Описаний у 2019 році.

## Поширення

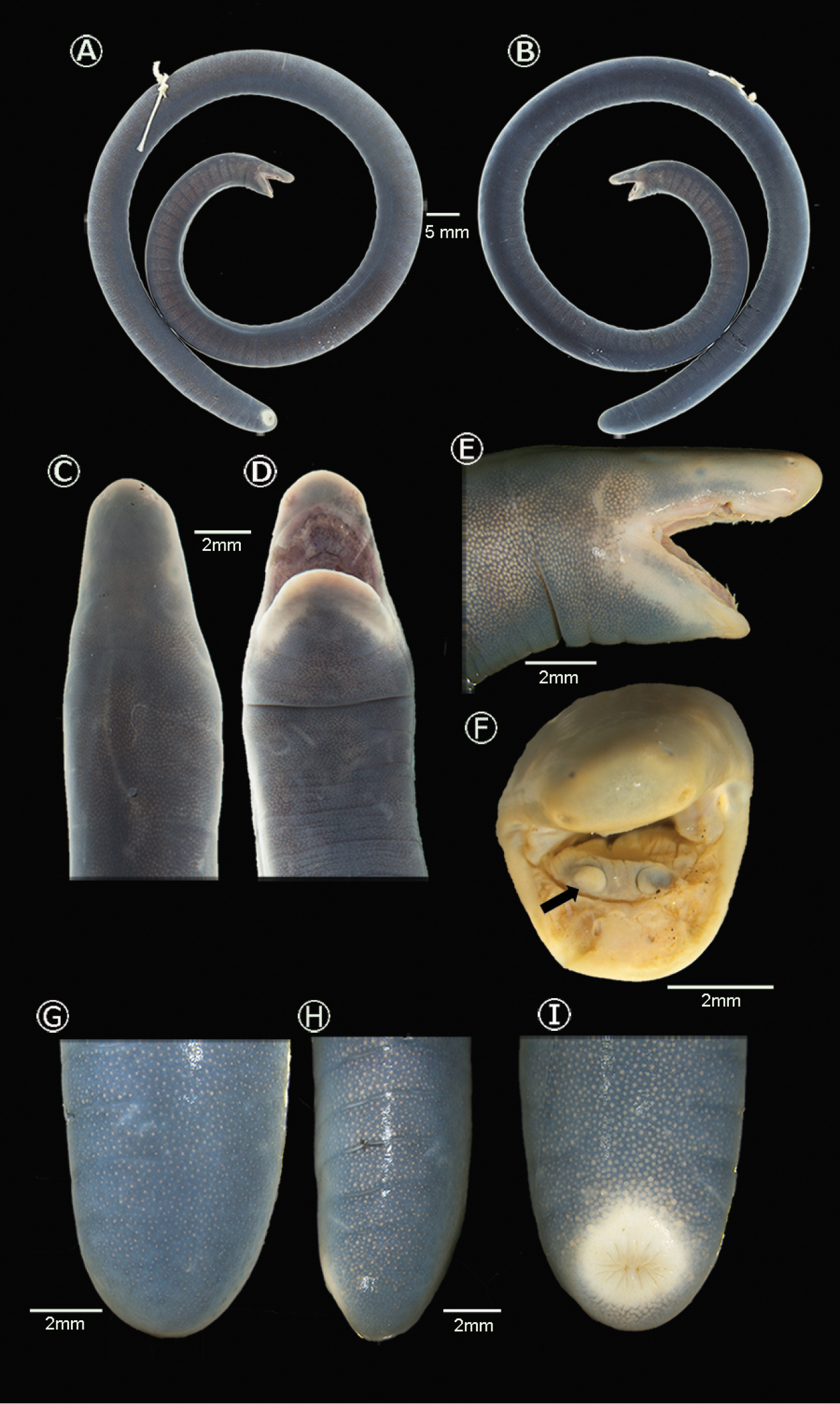
Зображення голотипа з різних ракурсів

Ендемік Колумбії. Відомо два локалітети на західних схилах Кордильєра-Орієнталь. Мешкає у болотистій місцевості, що оточена дощови тропічним дощовим лісом на висоті 730—790 м над рівнем моря.

## Опис
Тіло завдовжки 19-23 см. Голова займає до 4 % від довжини тіла. Голова плоскіша та вужча від решти тіла. Морда округла. На ній помітні очі та ніздрі. У роті є численні дрібні та гострі зуби. Тіло циліндричне, на спині є 100—104 поперечні кільцеві канавки. Забарвлення тіла темно-коричневе, у вентральній ділянці трохи світліше. Ділянка між очима і ніздрями, краї щелеп, губ — лососеві, а очі — синьо-фіолетові.